# Lista monumentelor istorice din județul Sibiu - M

Simbol pentru monumentele istorice

Lista monumentelor istorice din județul Sibiu - M cuprinde monumentele istorice înscrise în Patrimoniul cultural național al României și aflate în localități ce încep cu litera M din județul Sibiu.
Lista completă este menținută și actualizată periodic de către Ministerul Culturii, Cultelor și Patrimoniului Național din România, prin intermediul Institutului Național al Patrimoniului, ultima versiune datând din 2015. Această listă cuprinde și actualizările ulterioare, realizate prin ordin al ministrului culturii.
| Cod LMI                                                | Denumire | Localitate                                 | Localizare | Datare, Creatori                                                                                            | Imagine               | Erori             |
| ------------------------------------------------------ | --- | ------------------------------------------ | --- | --- | --------------------- | ----------------- |
| SB-I-s-B-11963 (RAN: 143628.01)                        | Fortificație de pământ | municipiul Mediaș                          | „Pe Cetate”, la NV de oraș | Hallstatt                                                                                                   | Încarcă foto \| video | Raportează eroare |
| SB-I-s-B-11964 (RAN: 143628.02)                        | Situl arheologic de la Mediaș, punct „Teba” | municipiul Mediaș                          | „Teba”, la extremitatea V a orașului pe terenul fabricii Vitrometan | sec. III - II a. Chr                                                                                        | Încarcă foto \| video | Raportează eroare |
| SB-I-m-B-11964.01 (RAN: 143628.02.02)                  | Urme de locuire | municipiul Mediaș                          | „Teba”, la extremitatea V a orașului, pe terenul (cariera de nisip) a fabricii Vitrometan | sec. XII | Încarcă foto \| video | Raportează eroare |
| SB-I-m-B-11964.02 (RAN: 143628.02.03)                  | Necropolă | municipiul Mediaș                          | „Teba”, la extremitatea V a orașului, pe terenul (cariera de nisip) a fabricii Vitrometan | sec. V | Încarcă foto \| video | Raportează eroare |
| SB-I-m-B-11964.03 (RAN: 143628.02.01)                  | Așezare | municipiul Mediaș                          | „Teba”, la extremitatea V a orașului, pe terenul (cariera de nisip) a fabricii Vitrometan | sec. III - II a. Chr., Cultura geto-dacică                                                                  | Încarcă foto \| video | Raportează eroare |
| SB-I-s-B-11965 (RAN: 143628.03)                        | Necropolă de incinerație | municipiul Mediaș                          | „Poderei” | sec. IV a. Chr.                                                                                             | Încarcă foto \| video | Raportează eroare |
| SB-I-s-B-11966 (RAN: 143628.04)                        | Situl arheologic de la Mediaș, punct „Baia de Nisip” | municipiul Mediaș                          | „Baiade Nisip” | | Încarcă foto \| video | Raportează eroare |
| SB-I-m-B-11966.01 (RAN: 143628.04.03)                  | Așezare | municipiul Mediaș                          | „Baiade Nisip” | Latène, Cultura geto-dacică                                                                                 | Încarcă foto \| video | Raportează eroare |
| SB-I-m-B-11966.02 (RAN: 143628.04.04)                  | Necropolă | municipiul Mediaș                          | „Baiade Nisip” | sec. III - IV p. Chr.                                                                                       | Încarcă foto \| video | Raportează eroare |
| SB-I-m-B-11966.03 (RAN: 143628.04.02)                  | Așezare | municipiul Mediaș                          | „Baiade Nisip” | Hallstatt                                                                                                   | Încarcă foto \| video | Raportează eroare |
| SB-I-m-B-11966.04 (RAN: 143628.04.01)                  | Așezare | municipiul Mediaș                          | „Baiade Nisip” | Epoca bronzului, Cultura Wietenberg                                                                         | Încarcă foto \| video | Raportează eroare |
| SB-I-m-B-11966.05 (RAN: 143628.04.05)                  | Necropolă | municipiul Mediaș                          | „Baiade Nisip” | Neolitic | Încarcă foto \| video | Raportează eroare |
| SB-I-s-B-11967 (RAN: 143628.05)                        | Situl arheologic de la Mediaș, punct „Gura Câmpului” | municipiul Mediaș                          | „Gura Câmpului” | | Încarcă foto \| video | Raportează eroare |
| SB-I-m-B-11967.01 (RAN: 143628.05.02)                  | Așezare | municipiul Mediaș                          | „Gura Câmpului” | Epoca daco-romană                                                                                           | Încarcă foto \| video | Raportează eroare |
| SB-I-m-B-11967.02 (RAN: 143628.05.01)                  | Așezare | municipiul Mediaș                          | „Gura Câmpului” | Hallstatt                                                                                                   | Încarcă foto \| video | Raportează eroare |
| SB-I-s-B-11968 (RAN: 143628.06)                        | Necropolă de incinerație | municipiul Mediaș                          | „Dealul Furcilor”, la N de râul Târnava Mare și intersecția dintre șoseaua spre Târnăveni șicea spre Dârlos | sec. IX - X                                                                                                 | Încarcă foto \| video | Raportează eroare |
| SB-I-s-B-11971 (RAN: 144937.01)                        | Fermă | oraș Miercurea Sibiului                    | „Secaș”, la poalele platoului Secașelor, la 2 km NV de extremitatea intravilanului Miercurea și la N de punctul Secaș 45.88855°N 23.79298°E | sec. II - III p. Chr.                                                                                       | Încarcă foto \| video | Raportează eroare |
| SB-I-s-B-11972 (RAN: 144937.02)                        | Fermă | oraș Miercurea Sibiului                    | La 2 km V de extremitatea intravilanului, pe malul stâng al platoului Gârbova, între pârâu și DC Miercurea Sibiului - Gârbova 45.88855°N 23.79298°E | sec. II-III p. Chr.                                                                                         | Încarcă foto \| video | Raportează eroare |
| SB-I-s-B-11973 (RAN: 144937.03)                        | Fermă | oraș Miercurea Sibiului                    | „Coșcane”, la extremitatea hotarului comunei Miercurea dinspre platoul Secaș, pe o pantă a podișului Secașelor | sec. II - III p. Chr.                                                                                       | Încarcă foto \| video | Raportează eroare |
| SB-I-s-B-11974 (RAN: 144937.04)                        | Construcție romană | oraș Miercurea Sibiului                    | La S de localitate, pe malul pârâului Barcu, la S de actuala stațiunea Miercurea Băi, | sec. II - III p. Chr.                                                                                       | Încarcă foto \| video | Raportează eroare |
| SB-I-s-A-11969 (RAN: 145006.01)                        | Situl arheologic de la Micăsasa | sat Micăsasa; comuna Micăsasa              | În centrul satului | | Încarcă foto \| video | Raportează eroare |
| SB-I-m-A-11969.01 (RAN: 145006.01.02)                  | Urme de locuire | sat Micăsasa; comuna Micăsasa              | În centrul satului, zona dintre gară și biserică și la S de intravilan, între marginea intravilanului și Tîrnava | sec. IV - VI                                                                                                | Încarcă foto \| video | Raportează eroare |
| SB-I-m-A-11969.02 (RAN: 145006.01.03)                  | Așezare romană | sat Micăsasa; comuna Micăsasa              | În centrul satului | Epoca romană                                                                                                | Încarcă foto \| video | Raportează eroare |
| SB-I-m-A-11969.03 (RAN: 145006.01.01)                  | Așezare rurală | sat Micăsasa; comuna Micăsasa              | În centrul satului, zona dintre gară și biserică și la S de intravilan, între marginea intravilanului și Tîrnava | sec. II - III p. Chr.                                                                                       | Încarcă foto \| video | Raportează eroare |
| SB-I-s-B-11970                                         | Mansio | sat Miercurea Băi; oraș Miercurea Sibiului | La S de localitate, pe malul pârâului Barcu, în dreptul băilor, la 100 m S de șoseaua natională Sibiu - Sebeș | sec. II - III p. Chr.                                                                                       | Încarcă foto \| video | Raportează eroare |
| SB-I-s-B-11975 (RAN: 145113.01)                        | Necropola Latene de la Moșna | sat Moșna; comuna Moșna                    | „Burgweg” | sec. I p. Chr., Cultura geto-dacică                                                                         | Încarcă foto \| video | Raportează eroare |
| SB-II-a-B-12417 (RAN: 143628.11, 143628.10, 143628.09) | Ansamblul fortificațiilor orașului medieval | municipiul Mediaș                          | Str. Eminescu Mihai, str. Consatntin Brâncoveanu, str. Titulescu Nicolae, str. După Zid, str. Fundătura Policlinicii, str. Bărnuțiu Simion, str. Cloșca, str. Unirii, str. Pompierilor. 46.1619°N 24.35475°E                                                                                              | sec. XV - XVII                                                                                              |                       | Raportează eroare |
| SB-II-m-B-12417.01                                     | Latura Vest: curtine (fragmente), Bastionul Rotund și turn, azi înglobat în locuință | municipiul Mediaș                          | Curtină: str. Eminescu Mihai 2-10, între str. Cooperatorilor și str. Turnului; curtină, Bastionul Rotund și turn: str. Constantin Brâncoveanu-parțial înglobate în zidurile construcțiilor actuale | sec. XV - XVII                                                                                              | Încarcă foto \| video | Raportează eroare |
| SB-II-m-B-12417.02 (RAN: 143628.11.01)                 | Latura Nord: Turnul Porții Străzii Pietruite, curtine (fragmente) | municipiul Mediaș                          | Turnul Porții Străzii Pietruite: la intersecția str. Honterus Johannes cu str. Titulescu Nicolae; curtină: str. Azilului 1-5 și str. Titulescu Nicolae | sec. XV - XVII                                                                                              | Alte imagini          | Raportează eroare |
| SB-II-m-B-12417.03 (RAN: 143628.09.01)                 | Latura Est: Bastionul Cuțitarilor, Turnul Rotarilor (azi locuință), Turnul Porții Uliței Fierarilor, curtine | municipiul Mediaș                          | Bastionul Cuțitarilor, Turnul Rotarilor, curtină: str. După Zid 2-6, corespunzător str. Mihai Viteazul 6-48; curtină: str. Bărnuțiu Simion, peste drum de Turnul de Poartă al uliței Fierarilor; Turnul Porții Uliței Fierarilor șicurtină: str. Spitalului; curtină: str. Gheții                         | sec. XV - XVII                                                                                              | Încarcă foto \| video | Raportează eroare |
| SB-II-m-B-12417.04 (RAN: 143628.10.01)                 | Latura Sud: Bastionul Blănarilor, Turnul de Poartă Forkesch, curtine (fragmente) | municipiul Mediaș                          | Bastionul Blănarilor: str. Cloșca 1; Turnul de Poartă Forkesch: Piața Șaguna Andrei; curtine: str. Cloșca 1-7, str. Badea Cârțan, în curtea fostei Cazărmi a Husarilor; curtină: str. Unirii 15-21; curtină: str. Pompierilor 1-7; curtină: str. Fundătura Policlinicii 7-9.                              | sec. XV - XVII                                                                                              | Încarcă foto \| video | Raportează eroare |
| SB-II-a-A-12418                                        | Ansamblul urban „Centrul istoric al municipiului” | municipiul Mediaș                          | str. După Zid frontul sudic, str. Târnavei de la nr. 5 la nr. 1 frontulvestic, str. S. Bărnuțiu frontul vestic, str. Cloșca frontul vestic, str. Unirii frontul Nordic, str. Pompierilor frontul estic, str. M. Eminescu frontul estic, str. C Brâncoveanu frontul estic, str. N. Titulescu frontul sudic | sec. XVIII - XIX                                                                                            |                       | Raportează eroare |
| SB-II-a-B-12419                                        | Ansamblul urban „Str. Johannes Honterus” | municipiul Mediaș                          | Str. Honterus Johannes | sec. XVIII - XIX                                                                                            | Alte imagini          | Raportează eroare |
| SB-II-a-A-12420                                        | Ansamblul urban „Piața Regele Ferdinand I” | municipiul Mediaș                          | Piața Regele Ferdinand I 46.16396°N 24.35085°E | sec. XVIII - XIX                                                                                            |                       | Raportează eroare |
| SB-II-a-A-12421                                        | Ansamblul urban „Piața George Enescu” | municipiul Mediaș                          | Piața Enescu George 4-9 | sec. XVIII                                                                                                  | Încarcă foto \| video | Raportează eroare |
| SB-II-m-B-12422                                        | Fosta armurărie | municipiul Mediaș                          | Str. Armurierilor 6 | sec. XV - XVI, sec. XVIII                                                                                   | Încarcă foto \| video | Raportează eroare |
| SB-II-a-B-12423                                        | Casă | municipiul Mediaș                          | Str. Bisericii 2 | sec. XVIII                                                                                                  | Încarcă foto \| video | Raportează eroare |
| SB-II-a-A-12424 (RAN: 143628.12)                       | Ansamblul bisericii evanghelice fortificate („Castelul”) | municipiul Mediaș                          | Piața Castelului 1 46.16222°N 24.34984°E | sec. XIII - XIX                                                                                             |                       | Raportează eroare |
| SB-II-m-A-12424.01 (RAN: 143628.12.01)                 | Biserica evanghelică („Sf. Margareta”) | municipiul Mediaș                          | Piața Castelului 1 46.16519°N 24.35125°E | 1330 - 1340,1437 - 1488, sec. XVI - XIX, 1927 - 1928                                                        | Alte imagini          | Raportează eroare |
| SB-II-m-A-12424.02                                     | Fosta școală confesională evanghelică | municipiul Mediaș                          | Piața Castelului 1 | 1713 | Încarcă foto \| video | Raportează eroare |
| SB-II-m-A-12424.03                                     | Casa natală a lui Ștefan Ludwig Roth | municipiul Mediaș                          | Piața Castelului 1 | 1796 | Alte imagini          | Raportează eroare |
| SB-II-m-A-12424.04 (RAN: 143628.12.04)                 | Casa predicatorilor | municipiul Mediaș                          | Piața Castelului 1 | sec. XVI,1793                                                                                               | Încarcă foto \| video | Raportează eroare |
| SB-II-m-A-12424.05 (RAN: 143628.12.03)                 | Casă parohială evanghelică | municipiul Mediaș                          | Piața Castelului 1 | sf. sec. XV - înc. sec. XIX,1515                                                                            | Încarcă foto \| video | Raportează eroare |
| SB-II-m-A-12424.06 (RAN: 143628.12.02)                 | Primăria veche și scara acoperită | municipiul Mediaș                          | Piața Castelului 1 | înc. sec. XVII, (1616? - primăria), 1803 (scara)                                                            | Încarcă foto \| video | Raportează eroare |
| SB-II-m-A-12424.07 (RAN: 143628.12.05)                 | Incinta fortificată interioară: Turnul Porții, Turnul Școlii (înglobat în școală), Turnul Frânghierilor, Turnul Mariei, Turnul Croitorilor, curtine. - Incinta exterioară, parțial înglobată în zidurile clădirilor adiacente; șanț (fragment). | municipiul Mediaș                          | Piața Castelului 1 | sec. XIV - XVI                                                                                              |                       | Raportează eroare |
| SB-II-m-B-12425 (RAN: 143628.07)                       | Casă | municipiul Mediaș                          | Str. Doja Gheorghe 10 | sec. XVIII                                                                                                  | Încarcă foto \| video | Raportează eroare |
| SB-II-m-B-12426                                        | Casă | municipiul Mediaș                          | Str. Doja Gheorghe 16 | 1467, sec. XVIII                                                                                            | Încarcă foto \| video | Raportează eroare |
| SB-II-m-B-12427                                        | Casă | municipiul Mediaș                          | Str. Doja Gheorghe 17 | sf. sec. XVIII - înc.sec. XIX                                                                               | Încarcă foto \| video | Raportează eroare |
| SB-II-m-B-12428                                        | Casă | municipiul Mediaș                          | Str. Doja Gheorghe 20 | înc. sec. XVIII                                                                                             | Încarcă foto \| video | Raportează eroare |
| SB-II-m-B-12429                                        | Casă și poartă | municipiul Mediaș                          | Str. Doja Gheorghe 34 | înc. sec. XVIII                                                                                             | Încarcă foto \| video | Raportează eroare |
| SB-II-m-B-12430                                        | Casă | municipiul Mediaș                          | Piața Enescu George 8-9 | sec. XVIII                                                                                                  |                       | Raportează eroare |
| SB-II-m-B-12431                                        | Casă | municipiul Mediaș                          | Str. Honterus Johannes 7 | sec. XVIII                                                                                                  | Alte imagini          | Raportează eroare |
| SB-II-m-B-12432                                        | Casă | municipiul Mediaș                          | Str. Honterus Johannes 8 | sec. XVIII                                                                                                  | Alte imagini          | Raportează eroare |
| SB-II-m-B-12433                                        | Casă | municipiul Mediaș                          | Str. Honterus Johannes 19 | sf. sec. XVIII                                                                                              | Alte imagini          | Raportează eroare |
| SB-II-m-B-12434                                        | Casă | municipiul Mediaș                          | Str. Honterus Johannes 38 | sf. sec. XVIII                                                                                              | Alte imagini          | Raportează eroare |
| SB-II-m-B-12435                                        | Casa Zoppelt | municipiul Mediaș                          | Str. Iorga Nicolae 17 | 1850 - 1860                                                                                                 | Încarcă foto \| video | Raportează eroare |
| SB-II-m-B-12436                                        | Fost post vamal | municipiul Mediaș                          | Str. Mihai Viteazul 3B | sec. XVIII                                                                                                  | Încarcă foto \| video | Raportează eroare |
| SB-II-m-B-12437                                        | Biserica „Înălțarea Domnului” | municipiul Mediaș                          | Str. Mihai Viteazul 7 46.16611°N 24.35444°E | 1826 | Alte imagini          | Raportează eroare |
| SB-II-a-A-12438 (RAN: 143628.13)                       | Fosta mănăstire franciscană | municipiul Mediaș                          | Str. Mihai Viteazul 44-46 46.16109°N 24.35271°E | sec. XV - XVIII                                                                                             | Alte imagini          | Raportează eroare |
| SB-II-m-A-12438.01                                     | Biserica romano-catolică „Imaculata Concepțiune” | municipiul Mediaș                          | Str. Mihai Viteazul 44-46 46.16893°N 24.35254°E | 1490-1515, 1742                                                                                             |                       | Raportează eroare |
| SB-II-m-A-12438.02                                     | Claustrul fostei mănăstiri franciscane, azi Muzeul Municipal | municipiul Mediaș                          | Str. Mihai Viteazul 44-46 | 1490 - 1515,1726 - 1733                                                                                     |                       | Raportează eroare |
| SB-II-m-B-12439                                        | Fostul cămin „Sf. Anton” (fostul spital al calfelor) | municipiul Mediaș                          | Fundătura Policlinicii 5 | sec. XV - XVIII                                                                                             | Încarcă foto \| video | Raportează eroare |
| SB-II-m-A-12440                                        | Casă | municipiul Mediaș                          | Piața Regele Ferdinand 1 | sec. XV, sec. XVI - XVIII                                                                                   | Încarcă foto \| video | Raportează eroare |
| SB-II-m-B-12441                                        | Fosta Școală a Piariștilor | municipiul Mediaș                          | Piața Regele Ferdinand 13 | cca. 1736                                                                                                   | Încarcă foto \| video | Raportează eroare |
| SB-II-m-A-12442                                        | Casa Schuster | municipiul Mediaș                          | Piața Regele Ferdinand 14 | cca. 1705                                                                                                   | Alte imagini          | Raportează eroare |
| SB-II-m-A-12443                                        | Hanul „La Strugurele de Aur”, azi locuință | municipiul Mediaș                          | Piața Regele Ferdinand 16 | sec. XIX | Încarcă foto \| video | Raportează eroare |
| SB-II-m-B-12444                                        | Casă | municipiul Mediaș                          | Piața Regele Ferdinand 17 | sec. XVII - XX                                                                                              | Încarcă foto \| video | Raportează eroare |
| SB-II-m-B-12445                                        | Casă | municipiul Mediaș                          | Piața Regele Ferdinand 18-19 | sec. XVIII, 1806                                                                                            | Încarcă foto \| video | Raportează eroare |
| SB-II-m-B-12446                                        | Casă | municipiul Mediaș                          | Piața Regele Ferdinand 20 | sec. XVIII - XX                                                                                             | Încarcă foto \| video | Raportează eroare |
| SB-II-m-B-12447                                        | Casă | municipiul Mediaș                          | Piața Regele Ferdinand 21 | sec. XVIII - XX,1760                                                                                        | Încarcă foto \| video | Raportează eroare |
| SB-II-m-A-12448                                        | Casa Rosenauer | municipiul Mediaș                          | Piața Regele Ferdinand 22 | sec. XVI - XVIII                                                                                            | Încarcă foto \| video | Raportează eroare |
| SB-II-m-A-12449                                        | Casa Theil | municipiul Mediaș                          | Piața Regele Ferdinand 24 | 1531, sec. XVIII - XIX                                                                                      | Încarcă foto \| video | Raportează eroare |
| SB-II-m-A-12450                                        | Casa Schuller, azi sediu al FDGR | municipiul Mediaș                          | Piața Regele Ferdinand 25 | sec. XVI | Alte imagini          | Raportează eroare |
| SB-II-m-B-12451                                        | Casa Haner-Karres | municipiul Mediaș                          | Piața Regele Ferdinand 29 | sec. XVI, sec. XIX - XX                                                                                     | Încarcă foto \| video | Raportează eroare |
| SB-II-m-B-12452                                        | Casă | municipiul Mediaș                          | Piața Regele Ferdinand 30 | sec. XVI - XVII,1663                                                                                        | Încarcă foto \| video | Raportează eroare |
| SB-II-m-B-12453                                        | Fosta Cazarmă a Husarilor | municipiul Mediaș                          | Str. Șaguna Andrei, mitropolit 12 46.1619°N 24.35475°E | 1805 |                       | Raportează eroare |
| SB-II-m-A-12454                                        | Casă | municipiul Mediaș                          | Str. Turnului 2 | sec. XVII - XVIII                                                                                           | Încarcă foto \| video | Raportează eroare |
| SB-II-m-B-12455                                        | Casă | municipiul Mediaș                          | Str. Turnului 4 | 1660, sec. XVIII                                                                                            | Încarcă foto \| video | Raportează eroare |
| SB-II-m-B-12456                                        | Casă | municipiul Mediaș                          | Str. Turnului 6 | sec. XVII - XVIII                                                                                           | Încarcă foto \| video | Raportează eroare |
| SB-II-a-A-12463                                        | Ansamblul rural „Centrul istoric” | oraș Miercurea Sibiului                    | Zona centrală cu piața bisericii evanghelice (Piața Republicii) delimitată de nr. 190-239, nr. 541-588, nr. 634-637, nr. 660-673, nr. 766-800. | sec. XVIII - XIX                                                                                            | Alte imagini          | Raportează eroare |
| SB-II-a-A-12464 (RAN: 144937.08)                       | Ansamblul bisericii evanghelice fortificate | oraș Miercurea Sibiului                    | 219-221 45.88855°N 23.79298°E | sec. XIII-XIX                                                                                               | Alte imagini          | Raportează eroare |
| SB-II-m-A-12464.01 (RAN: 144937.08.02)                 | Biserica evanghelică | oraș Miercurea Sibiului                    | 219-221 | sec. XIII, sf. sec. XV, 1783                                                                                |                       | Raportează eroare |
| SB-II-m-A-12464.02 (RAN: 144937.08.01)                 | Incintă fortificată, cu acces fortificat, spații pentru provizii, anexe | oraș Miercurea Sibiului                    | 219-221 | sec. XIII, sec. XV                                                                                          |                       | Raportează eroare |
| SB-II-m-A-12464.03 (RAN: 144937.08.03)                 | Casa parohială evanghelică | oraș Miercurea Sibiului                    | 219-221 | sec. XVI,1835                                                                                               | Încarcă foto \| video | Raportează eroare |
| SB-II-m-B-12465                                        | Casă | oraș Miercurea Sibiului                    | Piața Republicii 217 | sf. sec. XVIII                                                                                              | Încarcă foto \| video | Raportează eroare |
| SB-II-m-B-12466                                        | Casă | oraș Miercurea Sibiului                    | Piața Republicii 218 | sec. XVIII                                                                                                  | Încarcă foto \| video | Raportează eroare |
| SB-II-m-A-12467                                        | Biserica „Sf. Prooroc Ilie” | oraș Miercurea Sibiului                    | Str. Victoriei 637 | sec. XIX | Alte imagini          | Raportează eroare |
| SB-II-m-B-12413                                        | Casă de lemn | sat Mag; oraș Săliște                      | 127 | sec. XIX | Încarcă foto \| video | Raportează eroare |
| SB-II-m-B-20317                                        | Casă | sat Marpod; comuna Marpod                  | f.n. | 1706 | Încarcă foto \| video | Raportează eroare |
| SB-II-m-B-20923.36                                     | Linie ferată îngustă | sat Marpod; comuna Marpod                  | Între km 73+193-76+133 | 1898 - 1910                                                                                                 | Încarcă foto \| video | Raportează eroare |
| SB-II-m-B-20923.37                                     | Podeț metalic 10,05 m | sat Marpod; comuna Marpod                  | La km 73+198 | 1898 - 1910                                                                                                 | Încarcă foto \| video | Raportează eroare |
| SB-II-m-B-20923.38                                     | Podeț metalic 10 m | sat Marpod; comuna Marpod                  | La km 74+435 | 1898 - 1910                                                                                                 | Încarcă foto \| video | Raportează eroare |
| SB-II-m-B-20923.39                                     | Halta Țichindeal | sat Marpod; comuna Marpod                  | La km 75+070 | 1898 - 1910                                                                                                 | Încarcă foto \| video | Raportează eroare |
| SB-II-m-B-20923.40                                     | Podeț metalic 2 m | sat Marpod; comuna Marpod                  | La km 75+982 | 1898 - 1910                                                                                                 | Încarcă foto \| video | Raportează eroare |
| SB-II-a-B-12414 (RAN: 144900.01)                       | Ansamblul bisericii evanghelice fortificate | sat Marpod; comuna Marpod                  | 357 45.87101°N 24.49428°E | sec. XIII - XVIII                                                                                           | Alte imagini          | Raportează eroare |
| SB-II-m-B-12414.01 (RAN: 144900.01.02)                 | Biserica evanghelică | sat Marpod; comuna Marpod                  | 357 | sec. XIII - XVI,1785 - 1798                                                                                 |                       | Raportează eroare |
| SB-II-m-B-12414.02 (RAN: 144900.01.01)                 | Incintă fortificată, anexe | sat Marpod; comuna Marpod                  | 357 | sec. XV - XVI                                                                                               |                       | Raportează eroare |
| SB-II-a-B-12415                                        | Ansamblul rural „Centrul istoric” | sat Mălâncrav; comuna Laslea               | Delim. La N de nr. 267 la V de nr. 415 frontul din stânga și nr. 342 frontul din dreapta, la S de nr. 2 pe drumul spre Laslea și nr. 6 pe frontul stang și 72 pe frontul drept al străzii paralele peste apă                                                                                              | sec. XVIII - XIX                                                                                            |                       | Raportează eroare |
| SB-II-a-A-12416                                        | Ansamblul bisericii evanghelice | sat Mălâncrav; comuna Laslea               | 87 46.10972°N 24.64694°E | sec. XIV - sec. XVI                                                                                         |                       | Raportează eroare |
| SB-II-m-A-12416.01                                     | Biserica evanghelică | sat Mălâncrav; comuna Laslea               | 87 46.22402°N 24.79373°E | sec. XIV - înc.sec. XVI                                                                                     | Alte imagini          | Raportează eroare |
| SB-II-m-A-12416.02                                     | Incintă fortificată | sat Mălâncrav; comuna Laslea               | 87 46.22402°N 24.79373°E | sec. XV - XVI                                                                                               |                       | Raportează eroare |
| SB-II-m-B-12457                                        | Fosta primărie, azi Casa Thomas Quibb | sat Merghindeal; comuna Merghindeal        | | sec. XIX | Încarcă foto \| video | Raportează eroare |
| SB-II-a-A-12458                                        | Ansamblul bisericii evanghelice fortificate | sat Merghindeal; comuna Merghindeal        | 230 45.96416°N 24.72333°E | sec. XIII-XIX                                                                                               | Alte imagini          | Raportează eroare |
| SB-II-m-A-12458.01                                     | Biserica evanghelică fortificată | sat Merghindeal; comuna Merghindeal        | 230 | sec. XIII, cca. 1500 (fortificare), 1803 (modificări)                                                       | Alte imagini          | Raportează eroare |
| SB-II-m-A-12458.02                                     | Incintă fortificată, cu turnuri | sat Merghindeal; comuna Merghindeal        | 230 | sec. XVI |                       | Raportează eroare |
| SB-II-a-B-12459 (RAN: 145060.01)                       | Ansamblul bisericii evanghelice fortificate | sat Metiș; comuna Mihăileni                | 2 46.01938°N 24.40587°E | sec. XV - XIX                                                                                               | Alte imagini          | Raportează eroare |
| SB-II-m-B-12459.01 (RAN: 145060.01.02)                 | Biserica evanghelică | sat Metiș; comuna Mihăileni                | 2 | sec. XV (turn),1863 (biserică)                                                                              |                       | Raportează eroare |
| SB-II-m-B-12459.02 (RAN: 145060.01.01)                 | Incintă fortificată, cu turn (fragment) | sat Metiș; comuna Mihăileni                | 2 | sec. XV - XVI                                                                                               |                       | Raportează eroare |
| SB-II-m-B-12460                                        | Casă, fosta casă Mărgineanu | sat Micăsasa; comuna Micăsasa              | 212 | cca. 1800                                                                                                   | Încarcă foto \| video | Raportează eroare |
| SB-II-m-B-12461 (RAN: 145006.02)                       | Biserică, azi biserica reformată și biserica romano-catolică „Sf. Treime” | sat Micăsasa; comuna Micăsasa              | 225-226 | sec. XIII, ref. sec. XIV - XV, transf. sec. XVIII                                                           | Alte imagini          | Raportează eroare |
| SB-II-m-A-12462                                        | Castelul Brukenthal și trei corpuri de clădiri anexe: fostele grajduri, turn de poartă, clădire în continuarea turnului porții | sat Micăsasa; comuna Micăsasa              | 331 46.08664°N 24.1079°E | sec. XVIII                                                                                                  | Alte imagini          | Raportează eroare |
| SB-II-a-B-12468 (RAN: 145079.01)                       | Ansamblul bisericii evanghelice fortificate | sat Moardăș; comuna Mihăileni              | 96 46.00845°N 24.35269°E | sf. sec. XIV-sec. XVI                                                                                       | Alte imagini          | Raportează eroare |
| SB-II-m-B-12468.01 (RAN: 145079.01.02)                 | Biserica evanghelică | sat Moardăș; comuna Mihăileni              | 96 | sf. sec. XIV-înc. sec. XV                                                                                   |                       | Raportează eroare |
| SB-II-m-B-12468.02 (RAN: 145079.01.01)                 | Incintă fortificată, cu turn semicircular și acces fortificat (fragmente) | sat Moardăș; comuna Mihăileni              | 96 | sec. XV - XVI                                                                                               |                       | Raportează eroare |
| SB-II-m-B-20923.60                                     | Linie ferată îngustă | sat Mohu; comuna Șelimbăr                  | Între km 98+519-101+907 | 1898 - 1910                                                                                                 | Încarcă foto \| video | Raportează eroare |
| SB-II-m-B-20923.61                                     | Pasarelă pietonală peste râul Hârtibaciu | sat Mohu; comuna Șelimbăr                  | La km 98+602 | 1898 - 1910                                                                                                 | Încarcă foto \| video | Raportează eroare |
| SB-II-m-B-20923.62                                     | Pod metalic cu grinzi cu zăbrele peste râul Cibin – 59,2 m | sat Mohu; comuna Șelimbăr                  | La km 98+723 | 1898 - 1910                                                                                                 | Încarcă foto \| video | Raportează eroare |
| SB-II-m-B-20923.63                                     | Pod metalic cu grinzi cu zăbrele-15, 4 m | sat Mohu; comuna Șelimbăr                  | La km 98+83 | 1898 - 1910                                                                                                 | Încarcă foto \| video | Raportează eroare |
| SB-II-m-B-20923.64                                     | Podeț cu pachete de șine – 1,9 m | sat Mohu; comuna Șelimbăr                  | La km 99+281 | 1898 - 1910                                                                                                 | Încarcă foto \| video | Raportează eroare |
| SB-II-m-B-20923.65                                     | Podeț cu pachete de șine – 2 m | sat Mohu; comuna Șelimbăr                  | La km 99+ 639 | 1898 - 1910                                                                                                 | Încarcă foto \| video | Raportează eroare |
| SB-II-m-B-20923.66                                     | Podeț metalic – 3,46 m | sat Mohu; comuna Șelimbăr                  | La km 100+ 410 | 1898 - 1910                                                                                                 | Încarcă foto \| video | Raportează eroare |
| SB-II-m-B-20923.67                                     | Stația sat Mohu | sat Mohu; comuna Șelimbăr                  | La km 101+ 120 | 1898 - 1910                                                                                                 | Încarcă foto \| video | Raportează eroare |
| SB-II-m-A-12469 (RAN: 143584.01)                       | Biserica „Sf. Nicolae” | sat Mohu; comuna Șelimbăr                  | Str. Principală 179 | 1782 - 1785 pictată în 1804 de Frații Grecu: Alexandru si Nicolae, restaurată în 2000-2002 de Tudor Popescu | Alte imagini          | Raportează eroare |
| SB-II-a-A-12470                                        | Ansamblul rural „Centrul istoric” | sat Moșna; comuna Moșna                    | Piața din jurul bisericii evanghelice, cu primăria și parcul | sec. XVIII - XIX                                                                                            | Alte imagini          | Raportează eroare |
| SB-II-a-A-12471                                        | Ansamblul bisericii evanghelice fortificate | sat Moșna; comuna Moșna                    | 1 46.0922°N 24.3956°E | sec. XIV - XVI                                                                                              | Alte imagini          | Raportează eroare |
| SB-II-m-A-12471.01 (RAN: 145113.03.01)                 | Biserica evanghelică fortificată, cu turn-clopotniță și încăpere pentru provizii | sat Moșna; comuna Moșna                    | 1 | sf. sec. XIV, cca. 1480 - 1486, 1491; 1498; 1589                                                            |                       | Raportează eroare |
| SB-II-m-A-12471.02 (RAN: 145113.03.02)                 | Incintă fortificată cu turnuri, bastioane, capelă, încăperi pentru provizii, turn de poartă, zwinger | sat Moșna; comuna Moșna                    | 1 | sec. XIV - XVI,1480                                                                                         |                       | Raportează eroare |
| SB-II-m-B-12472                                        | Casa parohială a bisericii evanghelice | sat Moșna; comuna Moșna                    | 530 | sec. XVII - XVIII                                                                                           | Încarcă foto \| video | Raportează eroare |
| SB-II-a-B-12473 (RAN: 145989.01)                       | Ansamblul bisericii evanghelice fortificate | sat Motiș; comuna Valea Viilor             | 109 46.06055°N 24.34305°E | sec. XIV - prima jum. asec. XIX                                                                             |                       | Raportează eroare |
| SB-II-m-B-12473.01 (RAN: 145989.01.02)                 | Biserica evanghelică | sat Motiș; comuna Valea Viilor             | 109 46.06066°N 24.34305°E | sf. sec. XIV-al doilea sfert al sec. XIX, 1776 (plafon)                                                     |                       | Raportează eroare |
| SB-II-m-B-12473.02 (RAN: 145989.01.03)                 | Incintă fortificată, cu turnuri, turn-clopotniță, anexe | sat Motiș; comuna Valea Viilor             | 109 | sec. XV - prima jum. a sec. XIX                                                                             | Încarcă foto \| video | Raportează eroare |
| SB-II-a-B-12474 (RAN: 144679.01)                       | Ansamblul bisericii evanghelice fortificate | sat Movile; comuna Iacobeni                | 164 46.02138°N 24.79138°E | sec. XIII-XVI                                                                                               | Alte imagini          | Raportează eroare |
| SB-II-m-B-12474.01 (RAN: 144679.01.02)                 | Biserica evanghelică fortificată | sat Movile; comuna Iacobeni                | 164 | sec. XIII-XV                                                                                                |                       | Raportează eroare |
| SB-II-m-B-12474.02 (RAN: 144679.01.01)                 | Incintă fortificată interioară, cu turnuri și turn de poartă | sat Movile; comuna Iacobeni                | 164 | sec. XV |                       | Raportează eroare |
| SB-II-m-B-12474.03 (RAN: 144679.01.03)                 | Incintă fortificată exterioară | sat Movile; comuna Iacobeni                | 164 | sec. XVI |                       | Raportează eroare |
| SB-II-m-B-12475                                        | Biserica „Sf. Nicolae” | sat Movile; comuna Iacobeni                | Str. Bisericii 68 46.02177°N 24.79082°E | 1796 | Alte imagini          | Raportează eroare |
| SB-III-m-B-12601                                       | Bustul lui Stefan Ludwig Roth | municipiul Mediaș                          | Piața Enescu George, în fața Liceului Stefan Ludwig Roth | sec. XIX | Încarcă foto \| video | Raportează eroare |
| SB-III-m-B-12602                                       | Bustul lui Axente Sever | municipiul Mediaș                          | Str. Moșnei, în fața liceului „Axente Sever” | sec. XIX | Încarcă foto \| video | Raportează eroare |
| SB-III-m-B-12603                                       | Bustul lui Cornel Medrea | oraș Miercurea Sibiului                    | Piața Centrală | sec. XX | Încarcă foto \| video | Raportează eroare |
| SB-IV-m-B-12626                                        | Casa Stefan Ludwig Roth | municipiul Mediaș                          | Str. Honterus Johannes 10 46.1667°N 24.35055°E | 1696, transf. sec. XIX                                                                                      | Alte imagini          | Raportează eroare |
| SB-IV-m-B-12627                                        | Monumentul funerar al lui Stefan Ludwig Roth | municipiul Mediaș                          | Str. Oberth Hermann, în cimitirul evanghelic al orașului | | Încarcă foto \| video | Raportează eroare |
| SB-IV-m-B-12624                                        | Casa Iacob Bologa | sat Marpod; comuna Marpod                  | 171 | sec. XIX | Încarcă foto \| video | Raportează eroare |